# 素盞嗚尊神社 (吹田市)
素盞嗚尊神社（すさのをのみことじんじゃ）　大阪府吹田市江坂町に鎮座する神社。
通称、江坂神社（えさかじんじゃ）。

## 祭神
- 素盞嗚尊（牛頭天王）
- 相殿: 天照大御神・誉田別尊

## 歴史
榎坂村広芝の神祠と小曽根村寺内の神祠を併合して、牛頭天王社・感神院と呼ばれた。
「神社明細書」（1952）には、元暦元年（1184年）5月創立し、京都感神院（八坂神社）の分霊を迎え、嘉吉2年（1442年）に現在地に奉遷したとある。
- 元禄16年（1703年）に社殿を再建。
- 明治元年（1868年）の神仏判然令で社名を感神宮、素盞烏尊神社に改める。
- 明治5年（1872年）、村社に列す。
- 明治42年（1909年）6月、神饌幣帛料供進社に指定される。
- 昭和44年（1969年）、社殿を改築。

## 境内

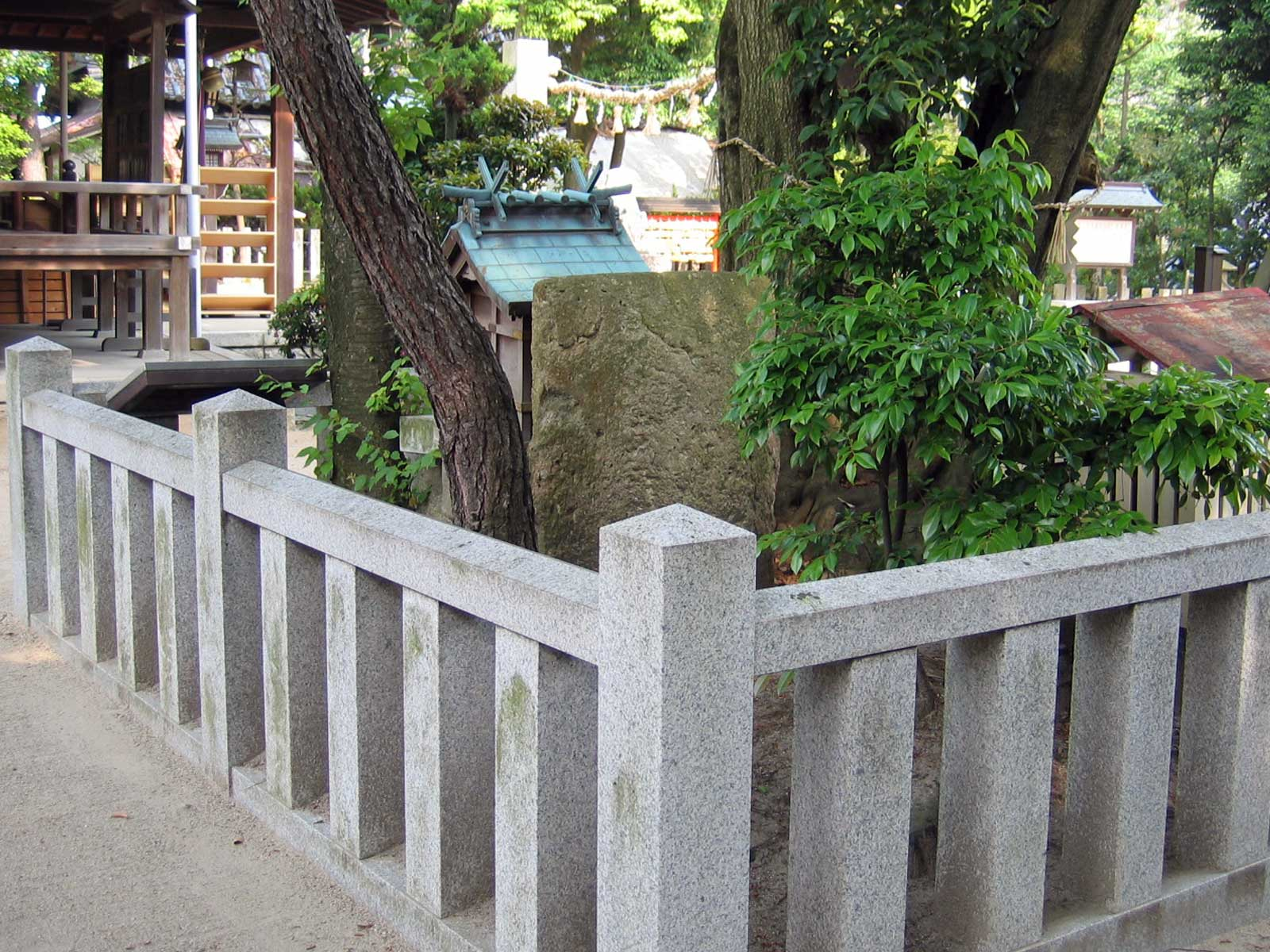
家形石棺の蓋

- 岩本稲荷社　宇迦之御魂神
- 家形石棺の蓋

7世紀初頭の竜山石製石棺の蓋。明治初年に出土し、石碑のように立てられています。

## 文化財
- 本殿（2011年4月11日に市指定有形文化財）[1]

## 交通アクセス
- 北大阪急行電鉄南北線緑地公園駅より、南に徒歩10分。

## 外部サイト
- 江坂神社ホームページ